# Luna 11
A Luna 11, também conhecida como Luna E-6LF No.1, foi uma sonda espacial não-tripulada de origem soviética, usando a plataforma E-6LF. Também era chamada de Lunik 11. Foi lançada em 24 de agosto de 1966 do cosmódromo de Baikonur, no Cazaquistão. 

## A missão
Em geral, a missão Luna 11 tinha por objetivo entrar na órbita lunar e tirar fotografias. Entre outros objetivos estavam: realizar emissões em raios X e gama, a fim de determinar a composição química lunar, além de estudar anomalias gravitacionais da Lua, a concentração de fluxos de meteoritos perto da Lua e a intensidade de radiação corpuscular nas vizinhanças da Lua. Cerca de 137 transmissões de rádio e 277 órbitas da Lua foram concluídas antes que as baterias parassem de funcionar, fato esse que ocorreu em 1 de outubro de 1966.

## Instrumentos
- Sistema de imagem por fotografia lunar
- Espectrômetro de raios gama
- Magnetômetro
- Detectores de radiação cósmica
- Radiômetro de raios infravermelho
- Detector de meteoroides
- R-1 experimento de transmissão.